# Мусульманские батальоны
«Мусульма́нские батальо́ны», также известные как мусба́ты — условное название для формирований специального назначения Главного разведывательного управления Генерального штаба ВС СССР, созданных в ходе подготовки ввода советских войск в Афганистан, а также на начальном периоде Афганской войны, укомплектованных военнослужащими среднеазиатских национальностей, которые номинально относятся к мусульманам.

## Терминология
Официальное наименование данных формирований — отдельный отряд специального назначения. Данным термином в формированиях специального назначения ГРУ ВС СССР обозначался отдельный батальон, развёрнутый по штату военного времени и имеющий статус воинской части. Развёртывание отрядов происходило на базе отдельных бригад специального назначения, которые имелись в каждом военном округе.
Достоверных сведений о том, кто первым из военачальников ввёл условное название «мусульманский батальон», не имеется.

## Создание мусульманских батальонов
Главной причиной отбора военнослужащих по национальному признаку, которой придерживалось руководство ВС СССР, считалось малое внешнее различие с коренными жителями Афганистана.
Всего было создано три «мусульманских батальона» (сводная воинская часть).

### 1-й Мусульманский батальон
154-й отдельный отряд специального назначения был создан на основании директив Генерального штаба ВС СССР № 313/02402 от 28 апреля 1979 года и № 314/2/0061 от 24 июня 1979 года на базе 15-й отдельной бригады специального назначения ТуркВО, в г. Чирчик Ташкентской области Узбекской ССР.
Личный состав батальона отбирался из представителей трёх национальностей: узбеков, туркменов и таджиков . Численность личного состава батальона — 532 человека.
Отбор проходил по всем воздушно-десантным войскам и подразделениям спецназа ГРУ.
Штат «мусульманского батальона» отличался от обычных штатов батальонов специального назначения (бспн), находящихся на территории Советского Союза и состоявших из трёх разведывательных рот и отдельных взводов при штабе батальона, наличием дополнительно инженерно-сапёрной роты, зенитно-артиллерийской группы, роты огневой поддержки и автотранспортной роты. Данные подразделения повышали автономность и огневую мощь батальона. По этой причине также отбирались военнослужащие в мотострелковых войсках, поскольку на вооружение отряда планировалось принять большое количество бронетехники, которая до этого не использовалась в подразделениях специального назначения. Единственные два офицера и прапорщик, которых не удалось подобрать по национальному признаку, — командир зенитной артиллерийской группы, заместитель командира этой группы а также начальник отделения ремонтно-настроечных работ (по национальности — русские).
Командиром отряда был назначен майор Хабибджан Холбаев (по национальности — узбек), выпускник Ташкентского общевойскового училища, служивший на тот момент заместителем командира батальона по воздушно-десантной подготовке в 15-й бригаде.
7 декабря 1979 года 154-й ооспн на военно-транспортных самолётах был переброшен из Ташкента на авиабазу под городом Баграм, в 60 километрах севернее Кабула. Все военнослужащие были одеты в военную форму правительственных войск ДРА.
13 декабря отряд, совершив марш, был передислоцирован в непосредственную близость к дворцу Тадж-Бек.
Вечером 27 декабря 154-й отряд совместно с 60 военнослужащими специальных групп «Гром» и «Зенит» участвовал в штурме дворца Амина.
При штурме личный состав батальона потерял 7 человек убитыми и 36 ранеными.

После штурма дворца 154-й ооспн в дальнейших боевых действиях участия не принимал. Вся боевая техника и военное имущество батальона были переданы в 103-ю гвардейскую воздушно-десантную дивизию. 2 января 1980 года личный состав отряда на самолётах был вывезен на территорию СССР, после чего отряд был расформирован, военнослужащие срочной службы были уволены в запас до окончания срока выслуги, а офицеры и прапорщики распределены по воинским частям.
154-й отдельный отряд специального назначения был повторно сформирован на базе той же 15-й бригады летом 1980 года. 7 мая 1981 года отряду было вручено Боевое знамя. 30 октября 1981 года отряд был введён в Афганистан, получив условное обозначение «1-й отдельный мотострелковый батальон». При повторном формировании подбора военнослужащих по прежнему национальному признаку не было, и к нему не применялось обозначение «мусульманский батальон».

### 2-й Мусульманский батальон
177-й отдельный отряд специального назначения (или войсковая часть 56712) был создан на основании Директивы Генерального штаба № 314/2/00117 от 8 января 1980 года на базе 22-й отдельной бригады специального назначения САВО в г. Капчагай Алматинской области Казахской ССР.
Командиром батальона был назначен майор Керимбаев Борис Тукенович  (по национальности — казах), выпускник Ташкентского общевойскового училища, отслуживший к тому времени на командных должностях в разведывательных подразделениях сухопутных войск.
В отличие от «1-го мусульманского батальона», 177-й отряд готовился для боевых действий на территории Синцзян-Уйгурского автономного района Китайской Народной Республики. В связи с этим в отряд были набраны 300 военнослужащих срочной службы уйгурской национальности и офицеры тюркских народов. 70% офицерского состава батальона были выпускниками общевойсковых училищ. Общая численность личного состава - 498 человек.

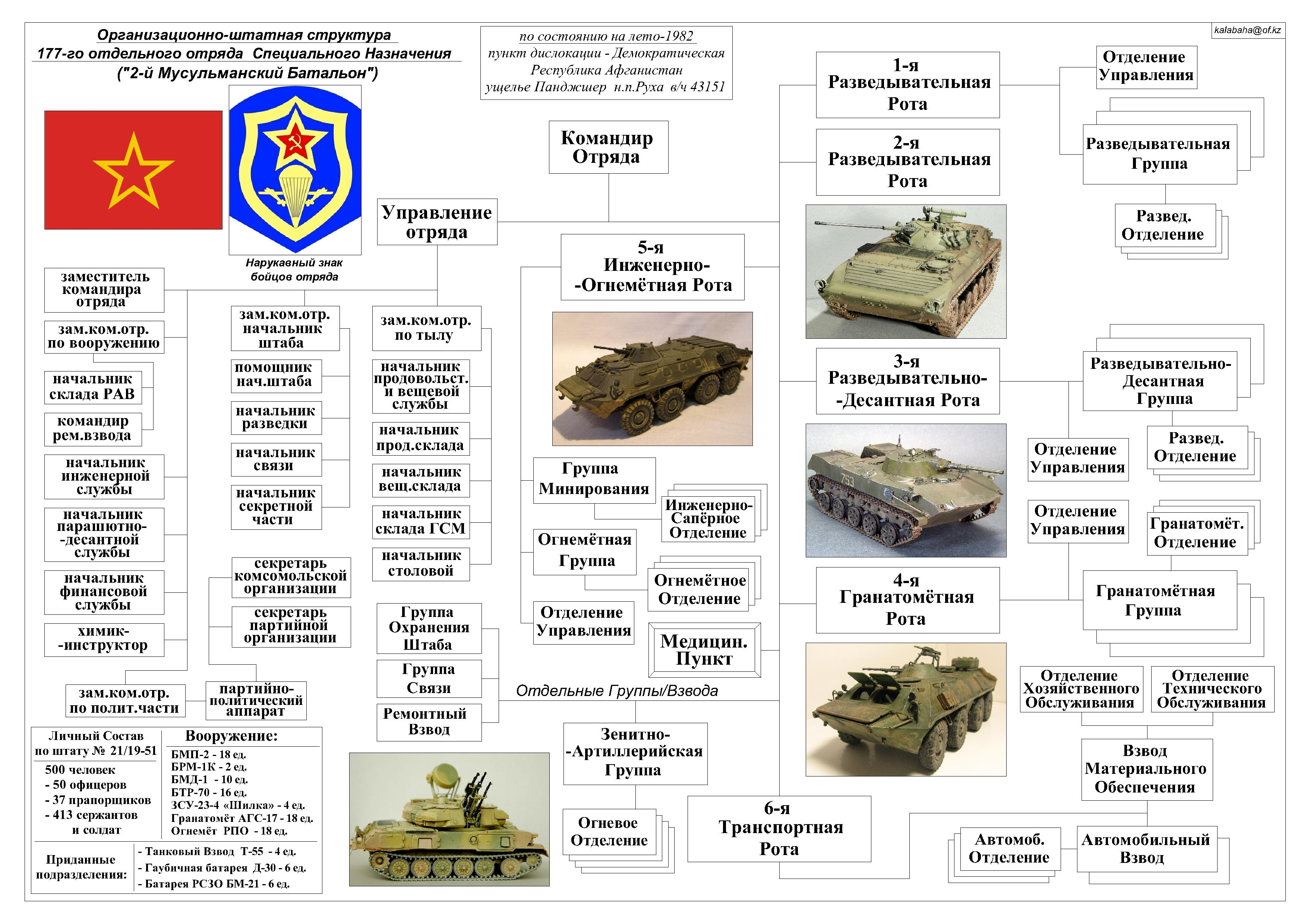
Организационно-штатная структура 177-го отдельного отряда специального назначения, на лето 1982 года (неофициальная)

Для офицеров отряда был введён ускоренный курс обучения китайскому языку:

…Где-то в сентябре восемьдесят первого объявили, что осеннюю проверку будем сдавать московской комиссии, и что помимо предметов боевой подготовки будут проверять и знание китайского языка. С разведуправления округа прибыл инструктор китайского языка и мы взялись быстренько его, то есть китайский, изучать. Тема — допрос военнопленного. Записывали китайские слова русскими буквами и заучивали наизусть. Так что, выучить китайский за месяц, это не байка, по крайней мере для нас военных, мы могём. Но длилось это совсем не долго, недели через две изучение языка отменили…— "Отряд Кара-майора". Амангельды Жантасов. Воспоминания офицера 177-го отряда
Личный состав 177-го отдельного отряда специального назначения был одет в советскую форму со знаками различия воздушно-десантных войск.
К весне 1981 года подошло время увольнения в запас военнослужащих срочной службы. Возникла необходимость в новом наборе. В основном ушли военнослужащие уйгурской национальности. При новом комплектовании 177-й отряд требования по уйгурской национальности в связи изменившейся международной обстановкой отпали. Приоритет в наборе был сделан по национальностям Средней Азии (казахи, узбеки, таджики, киргизы). Этим выбором руководство ВС СССР изменило 177-му отряду предполагаемую боевую задачу. Укомплектовав часть, вновь приступили к боевому слаживанию. 177-й отряд готовили к отправке в Афганистан.
К моменту ввода 177-го отряда в Афганистан задачи собрать личный состав по национальному признаку непременно таким, как в случае с первым составом «1-го мусульманского батальона», бравшего штурмом дворец Амина, уже не стояло. Поэтому «2-й мусульманский батальон» не полностью соответствовал своему названию.
29 октября 1981 года 177-й отряд,  получив новое условное обозначение (2-й отдельный мотострелковый батальон или войсковая часть 43151), был введён в Афганистан и передислоцирован в окрестности г. Меймене провинции Фарьяб.
177-й отряд под командованием майора Керимбаева известен в истории Афганской войны как единственное формирование специального назначения, которое длительное время применялось не по прямому назначению разведывательно-диверсионной специфики, а в качестве горнострелкового формирования для захвата и удержания высокогорных укрепрайонов душманов. В общей сложности 177-й отряд противостоял в Панджшерском ущелье отрядам Ахмад Шах Масуда девять месяцев (11 июня 1982 года - 8 марта 1983 года). В итоге подобного противостояния Масуд был вынужден пойти на перемирие. Ни до, ни после «2-го мусульманского батальона» задачи подобного характера и продолжительности перед формированиями специального назначения в Афганской войне не ставились.

### 3-й Мусульманский батальон
173-й отдельный отряд специального назначения (или войсковая часть 96044) был создан на основании Директивы Генерального штаба ВС СССР № 314/2/0061 от 9 января 1980 года на базе 12-й отдельной бригады специального назначения ЗакВО в г. Лагодехи Грузинской ССР. Формирование отряда было закончено к 29 февраля 1980 года. Штат отряда 21/19-51 был такой же как у 177-го отряда.
В отличие от предыдущих двух отрядов 173-й отряд комплектовался преимущественно военнослужащими из коренных национальностей Северного Кавказа и Закавказья, номинально относящихся к мусульманам.
Командиром отряда был назначен капитан Юлдаш Шарипов (по национальности — узбек). Практически все офицеры и прапорщики отряда были набраны из мотострелковых и танковых войск за исключением единственного офицера (по национальности — русский) — заместителя командира отряда по воздушно-десантной подготовке, выпускника РВВДКУ, прибывшего из 104-й гвардейской воздушно-десантной дивизии.
Другим отличием «3-го мусульманского батальона» является то, что он не был введён в Афганистан в первоначальном составе. Боевая подготовка отряда продолжалась четыре года - до 10 февраля 1984-го, когда он был введён в Афганистан. К этому времени в связи с ротацией личного состава отряд уже не соответствовал первоначальному условному названию.